# Mr. Pickles
Mr. Pickles hay còn được biết tới ở Việt Nam bằng cái tên Chú chó ác quỷ là một loạt phim hoạt hình của Hoa Kỳ tạo ra bởi Will Carsola và Dave Stewart cho kênh Adult Swim. Loạt phim xoay quanh gia đình nhà Goodman, đặc biệt là cậu bé 6 tuổi Tommy và chú chó Collie biên giới quỷ quyệt tên Mr. Pickles. Loạt phim bắt đầu được phát sóng mùa đầu tiên từ ngày 21 tháng 9 năm 2014 và kết thúc ngày 23 tháng 11 năm 2014. Mùa 2 tiếp tục được phát sóng từ ngày 17 tháng 4 năm 2016 đến ngày 26 tháng 6 năm 2016. Mùa 3 đã bắt đầu được phát sóng vào ngày 25 tháng 2 năm 2018. Mùa 4 sẽ được phát sóng vào tháng 12 năm 2019.

## Cốt truyện
Trong một thế giới nhỏ bé và cũ kĩ của Old Town, gia đình nhà Goodman và cậu con trai ngây thơ 6 tuổi có nuôi một chú chó Collie biên giới tên Mr. Pickles. Cả hai thường dành cả ngày để nô đùa quanh Old Town, trong khi cả gia đình của Tommy-trừ ông ngoại của Tommy-chưa biết sự tà ác của Mr. Pickles khiến nó phải lẩn trốn, giết người, phá hủy, và hãm hiếp vô số nạn nhân.

## Nhân vật

### Nhân vật chính
- Mr. Pickles-Là nhân vật chính và là thú nuôi của gia đình Goodman, thuộc giống Border Collie, hiện thân của ác quỷ và thích ăn dưa muối thứ mà Tommy thường xuyên cho nó ăn, vì thế mà nó có tên Pickles. Nó cũng thích cắt xẻ, giết người và tham gia vào các hoạt động tình dục với những người bắt nạt Tommy hoặc những nhân vật chính khác. Nó rất thông minh và sở hữu sức mạnh đáng kinh ngạc, sở hữu kĩ năng phẫu thuật khi nó tàn sát các nạn nhân, khả năng ăn cắp từ một nhà khoa học độc ác, sử dụng công nghệ cao, và sức mạnh ma quỷ cho phép nó điều khiển động vật địa phương làm theo mệnh lệnh của nó. Mặc dù có vẻ xấu xa, nó vẫn yêu quý và bảo vệ Tommy khỏi bị ảnh hưởng bởi những điều xấu và gia đình cậu ấy, bảo vệ họ khỏi nguy hiểm, và thường sát hại những người có thể làm hại họ, chẳng hạn như giết một nhóm người ái nhi hoặc biến một bác sĩ phẫu thuật ngực không bằng cấp-kẻ đã cấy ghép ngực vào Tommy-bằng cách gắn nhiều ngực vào hắn. Mr. Pickles đã có một cuộc chiến lâu dài với Henry Gobbleblobber, thành viên duy nhất nhà Goodman biết được bản chất xấu xa của Mr. Pickles. Mặc dù Mr. Pickles không làm hại Henry, con chó thường đẩy ông ấy vào những tình huống nhục nhã làm cho ông có vẻ như bị điên. Dù có hận thù với nhau, Mr. Pickles đã cứu Henry khỏi bị mổ thùy não trong khi ông đã cam kết đến nhà thương điên và một kẻ giết người hàng loạt thích ăn thịt người đã kết bạn với Henry, ông không biết hắn là tù nhân và là kẻ giết người hàng loạt đã vượt ngục. Mr. Pickles cũng bị thu hút tình dục bởi mẹ của Tommy bằng cách thường xuyên mò mẫm, chạm vào chỗ hiểm, và thậm chí "chơi đùa" với cô ấy. Chuồng chó của Mr. Pickles dẫn tới một nơi bí mật, hang ổ ngầm chứa đầy máu, biểu tượng của quỷ, những nạn nhân-cả nạn nhân sống lẫn chết, các bộ phận bị cắt xẻ-và một ngai vàng, nơi nó thường ăn dưa muối. Rất nhiều nhân vật xuất hiện một lần thường kết thúc trong hang ổ của nó, nơi họ bị giết hoặc bị giữ làm tù nhân. Henry là người duy nhất có thể vào hang ổ của Mr. Pickles và ông phải sống sót trong một vòng lặp bởi không ai tin vào câu chuyện của ông ta. Ông ấy có trách nhiệm biến Agnes, vợ của ông thành Steve, điều đó có ngụ ý là bà hứa sẽ làm bất cứ đều gì mà ông muốn bà làm. Mr. Pickles cùng Agnes đã hợp tác để ngăn tiết lộ sự thật bằng cách cho rằng Agnes bị mất trí nhớ, nhưng kế hoạch của họ đã gặp một trở ngại khi Henry dẫn bà đến một dịch vụ tải ký ức nhưng thực sự, đây là một cuộc lừa đảo được thực hiện bởi một nhóm tin tặc. Agnes làm Mr. Pickles tức giận khi bà hầu như đã nói mọi chuyện khi bị con gái và Henry đặt mục đích đã bị thất bại của bà lên trên, đó là dụ dỗ Stanley vào một cuộc tình ngang trái đã được Tommy tiết lộ. Bà ấy chết vì bị một chiếc xe tải cán nhưng Mr. Pickles đã hồi sinh bà và giao cho bà nhiệm vụ cuối cùng để phá hủy một vệ tinh có chứa tập tin sao lưu về ký ức của bà. Mặc dù nó chứa một hàm ý đó là Agnes trở thành Steve vì Mr. Pickles dọa sẽ giết cô nhưng Mr. Pickles vẫn rơi nước mắt khi nó bắn Steve vào vũ trụ, cho thấy rằng nó đã đến để chăm sóc cho bà ấy.
- Tommy Goodman (lồng tiếng bởi Kaitlyn Robrock) - Người con trai trẻ bị khuyết tật của nhà Goodman, người mang dây chằng nẹp và coi Mr. Pickles là bạn thân của cậu, cậu thường cho nó ăn dưa muối mỗi khi nó làm việc tốt. Tommy thường được bảo vệ bởi Mr. Pickles và ngược lại, chẳng hạn như khi cậu ấy tìm kiếm Mr. Pickles sau khi nó bị bắt bởi lính đánh thuê. Bởi vì tính cách ngây thơ của mình, Tommy thường gặp những tình huống nguy hiểm và Mr. Pickles (đôi khi bị nản chí) bước tới để cứu cậu ấy và giải quyết những kẻ xấu tham gia. Giống hầu hết những nhân vật trong chương trình, Tommy không biết về bản chất xấu xa của Mr. Pickles. Vào một thời điểm trong mùa hai, Mr. Pickles dành hầu hết các tập phim để xa Tommy; Kết quả là Tommy bị dính líu vào một loạt tai nạn, khiến cậu khinh miệt Mr. Pickles và không cho nó một quả dưa muối. Tuy nhiên, trong phần mở đầu của mùa 3, cậu đã trở lại với bản chất thân thiện của mình sau khi tìm được bà nội của mình, Agnes. Mặc dù vậy, Agnes vẫn cho thấy sự khinh thường đối với Tommy, gọi cậu là một cậu bé ngu ngốc ngay cả khi giả vờ mất trí.
- Stanley Goodman (lồng tiếng bởi Jay Johnston) - Cha của Tommy làm công việc như tiếp thị qua điện thoại. Stanley thường bị bắt nạt bởi sếp của anh; và kết quả là Stanley có rất ít thời gian chăm sóc gia đình, đặc biệt là cậu con trai của anh. Tuy nhiên, Stanley làm việc rất khá và rất tận tụy với gia đình. Nhưng họ không để ý lắm những việc mà anh làm, Mr. Pickles rất coi trọng anh. Nó tỏ vẻ không hài lòng khi nó thấy Stanley mời tên bác sĩ muốn làm hại anh. Trong phần mở đầu của mùa 3, người ta đã tiết lộ rằng anh đã từng trần trụi với mẹ của anh là Agnes, được tiết lộ bởi Tommy khi tâm trí cậu chứa tất cả ký ức của thị trấn. Tuy nhiên, Agnes đã tiết lộ rằng anh đã từ chối khi cô cố quyến rũ anh.
- Beverly Goodman (lồng tiếng bởi Brooke Shields) - Mẹ của Tommy, một bà nội trợ, là một người vợ truyền thống và là một người vợ hiền lành. Beverly hoàn toàn không biết bản chất xấu xa và hành vi tình dục của Mr. Pickles, ví dụ như hành động sàm sỡ cô, cô tưởng rằng đó là hành động những hành động mà chó thường làm. Như con trai của cô, Beverly rất ngây thơ và đôi khi cảm thấy quá tải vì công việc ở nhà. Mặc dù là người đầu tiên bỏ qua câu chuyện của cha cô về Mr. Pickles, nhưng cô rất gần ông ấy như thể ông ấy là một trong ít người cô ấy có thể trò chuyện cùng. Ở gần cuối mùa hai, cô đã thể hiện ra sự mệt mỏi trong việc làm tại nhà. Ngoài ra, cô trở nên giận dữ khi có người nhắc về việc cô đã từng có những ước mơ và nguyện vọng có ngành nghề; nhưng mọi thứ đã chấm dứt bởi nguyện vọng của mẹ cô, còn được biết đến là Steve. Trong mùa 3, cô trở lại với bản thân mình sau khi Agnes được tìm thấy bởi Tommy, cô không biết rằng đó là để ngăn chặn cha cô tiết lộ rằng Agnes là Steve. Cô ấy hi vọng kết nối lại với mẹ mình bất kể có phải tin rằng bà ta bị mất trí. Khi tiết lộ rằng Agnes đã nằm khỏa thân bên cạnh chồng mình, cô đã rất tức giận tại Stanley và mẹ mình, dù Agnes tỏ ra tức giận bởi Stanley đã từ chối mọi sự dụ dỗ trước khi bà bị một chiếc xe tải cán. Tuy nhiên, cái chết của Agnes dường như đã cho cô ấy một chút hiểu biết về sự chung thủy của Stanley đối với cuộc hôn nhân của họ. Cô và Stanley quyết định nói với Tommy rằng bà nội đã đến một nơi tốt hơn bởi cậu không biết gì về cái chết của bà.
- Henry Gobbleblobber (lồng tiếng bởi Frank Collison) - Ông ngoại của Tommy và là cha của cô Goodman, được tất cả mọi người gọi là "Ông ngoại nhà Goodman". Ông ta là thành viên duy nhất trong gia đình biết được những việc làm xấu xa của Mr. Pickles và đã làm chứng cho những vụ giết người và các hành vi đồi bại khác của con chó. Tuy nhiên, hầu hết gia đình ông và thị trấn Shriff đã bác bỏ mọi nỗ lực để phơi bày con chó như một trong "những câu chuyện về Mr. Pickles xấu xa" của ông. Henry nhìn Mr. Pickles như một con quái vật dù ông ấy hiểu rằng ông và Mr. Pickles, cả hai đều quan tâm đến sự an toàn của Tommy. Henry cũng bị quấy rối bởi Mr. Pickles, dù ông đã có một khoảng thời gian ngắn dẹp được sự yên bình của con chó trong nỗi sợ máy hút bụi của nó. Vào cuối mùa 1 và bắt đầu mùa 2, Henry cố phơi bày cho Sheriff sự thật về Mr. Pickles bằng đoạn băng ghi lại bên trong nhà chó của Mr. Pickles trước khi biết rằng anh ấy là một trong các Android công nghệ cao. Henry kết thúc việc cam kết vào nhà thương điên Old Town khi ông tấn công cảnh sát trưởng thực sự, nhận ra Mr. Pickles không thể chạm vào ông trong khi ông hiểu quá muộn rằng người điều hành của nhà thương điên chỉ muốn mổ thùy não của ông. Mr. Pickles cuối cùng đã giải cứu Henry khỏi nhà thương, thật là trớ trêu cho ông. Trong phần cuối của mùa 2, Henry tìm ra một đồng tiền kỳ lạ liên quan đến Mr. Pickles khiến ông biết rằng vợ ông Agnes, còn được biết là Steve, còn sống và phục vụ cho Mr. Pickles. Trong mùa 3, tin rằng Mr. Pickles hồi sinh bà chỉ làm cho ông đau đớn thêm, mặc dù không phải theo từng giai đoạn khi Agnes thừa nhận ý định của mình, Henry đe dọa sẽ phơi bày sự thật của cả hai. Nhưng Mr. Pickles đã cho Agnes tìm thấy Tommy trong khi giả vờ bị mất trí nhớ, Henry đưa con đến nơi dịch vụ tải ký ức của cô nhằm khôi phục lại những ký ức của cô trước khi nó bị trả đũa khi chủ sở hữu tiết lộ hắn là một tin tặc tống tiền. Sau cái chết của Agnes, Henry giận dữ cố gắng đối mặt với Mr. Pickles trước khi tìm thấy bà ta sống lại và làm hòa với Agnes khi bà hi sinh để phá hủy vệ tinh chưa các bản sao lưu ký ức của lũ tin tặc.
- Sheriff (lồng tiếng bởi Will Carsola) - Cảnh sát trưởng không tên của Old Town. Anh ta sống cùng mẹ. Anh ta cư xử giống một cậu bé và có một con búp bê tên là Abbigail, người mà anh ta thường nói chuyện và cùng tổ chức những bữa tiệc trà. Anh ta thường được Henry gọi bất cứ khi nào ông có bằng chứng về Mr. Pickles là xấu xa, nhưng Mr. Pickles thường đổ lỗi cho người khác hoặc loại bỏ các bằng chứng làm anh hoài nghi về nhưng lời nói của Henry. Trớ trêu thay, bất chấp khả năng đáng ngờ của mình với tư cách một cảnh sát, Sheriff thường được cho là đã bắt giữ các nạn nhân của Mr. Pickles. Sheriff dường như xem Mr. Pickles là một chú chó tốt bụng và thậm chí trong mùa 2, anh đã tuyển Mr. Pickles làm một chú chó đặc nhiệm để giúp anh ấy tìm ra một số kẻ giết người đã đào tẩu. Mr. Pickles còn cứu Sheriff khỏi tên sát nhân. Điều này khiến cho anh ta là một trong số ít người ngoài gia đình Goodman mà thực sự được bảo vệ bởi Mr. Pickles
- Steve (lồng tiếng bởi Barbara Goodson)
- Floyd (lồng tiếng bởi Dave Stewart)
- Mr. Bojenkins (lồng tiếng bởi Frank Collison)
- Linda hay "Crazy Linda"
- Linda Jr
- Boss-Ông chủ của Stanley, người đã sử dụng nơi làm việc để bắt nạt Stanley, gây phiền phức và làm những điều khiến anh ta bị bẽ mặt.
- Những kẻ bắt nạt - Hai cậu bé cảm thấy thích thú khi trêu Tommy vì tình trạng của cậu, bọn chúng đã diễn các tư thế khêu gợi đồng nghĩa với việc thu hút tình dục đồng tính giữa chúng.

### Nhân vật phụ
- Thị Trưởng
- Vợ của Thị Trưởng (lồng tiếng bởi Kaitlyn Robrock)
- Warden
- Ron Bolton
- Baby Man
- Doc Walton
- Bigfoot (lồng tiếng bởi Sean Conroy)
- The Cannibal
- Superhero Guy
- Dear Boy
- Vegan Leader (lồng tiếng bởi Rob Zombie)

## Lồng tiếng
- Kaitlyn Robrock lồng tiếng cho Tommy Goodman, Candy
- Brooke Shields lồng tiếng cho Bà Goodman
- Jay Johnston lồng tiếng cho Ông Goodman
- Frank Collison lồng tiếng cho Ông Ngoại, Ông Bojenkins
- Dave Stewart lồng tiếng cho Floyd, Linda, và Người Săn Hươu #2
- Will Carsola lồng tiếng cho Sheriff, Boss, và Người Săn Hươu #1

### Dàn lồng tiếng phụ
- Joey Lauren Adams lồng tiếng cho Cô Gái
- Pamela Adlon lồng tiếng cho Mary
- Bob Bergen lồng tiếng cho Phạm Nhân
- Sean Conroy
- Andy Daly lồng tiếng cho Bác sĩ
- Colton Dunn lồng tiếng cho Rich Snob, Darrel
- John Ennis
- Dave Foley lồng tiếng cho Nhà Khoa Học
- Vivica A. Fox lồng tiếng cho Poison
- Brett Gelman lồng tiếng cho Cheeseman
- Barbara Goodson lồng tiếng cho Người Phụ Nữ Già
- Elaine Hendrix lồng tiếng cho Lorena
- Carrie Keranen lồng tiếng cho Lisa
- Christine Lakin lồng tiếng cho Cô Gái Tóc Vàng
- Michelle León
- Tom Kenny lồng tiếng cho Sidekick Boy
- Candi Milo lồng tiếng cho Butt-Faced Woman
- Tracy Morgan lồng tiếng cho Skids
- Iggy Pop lồng tiếng cho Texas Red
- Amy Sedaris lồng tiếng cho Sally
- Steve-O lồng tiếng cho Anh Chàng Đưa Pizza
- Frank Vincent lồng tiếng cho Jon Gabagooli
- John Waters lồng tiếng cho Dr. Kelton
- "Weird Al" Yankovic lồng tiếng cho Thành viên của Vegan Muslim
- Rob Zombie lồng tiếng cho Thủ Lĩnh của Vegan Cult